# Raoul Villain

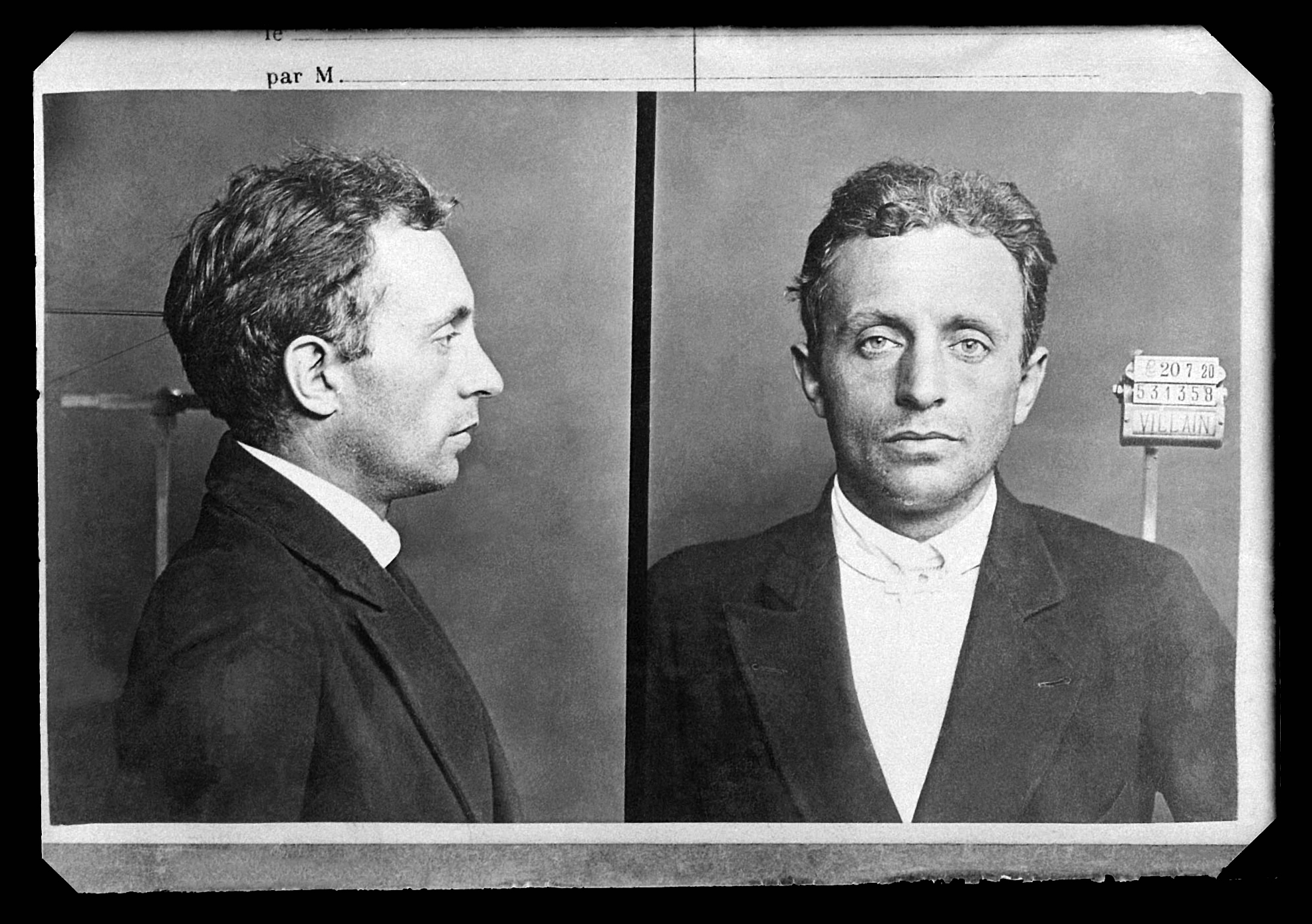
Raoul Villain

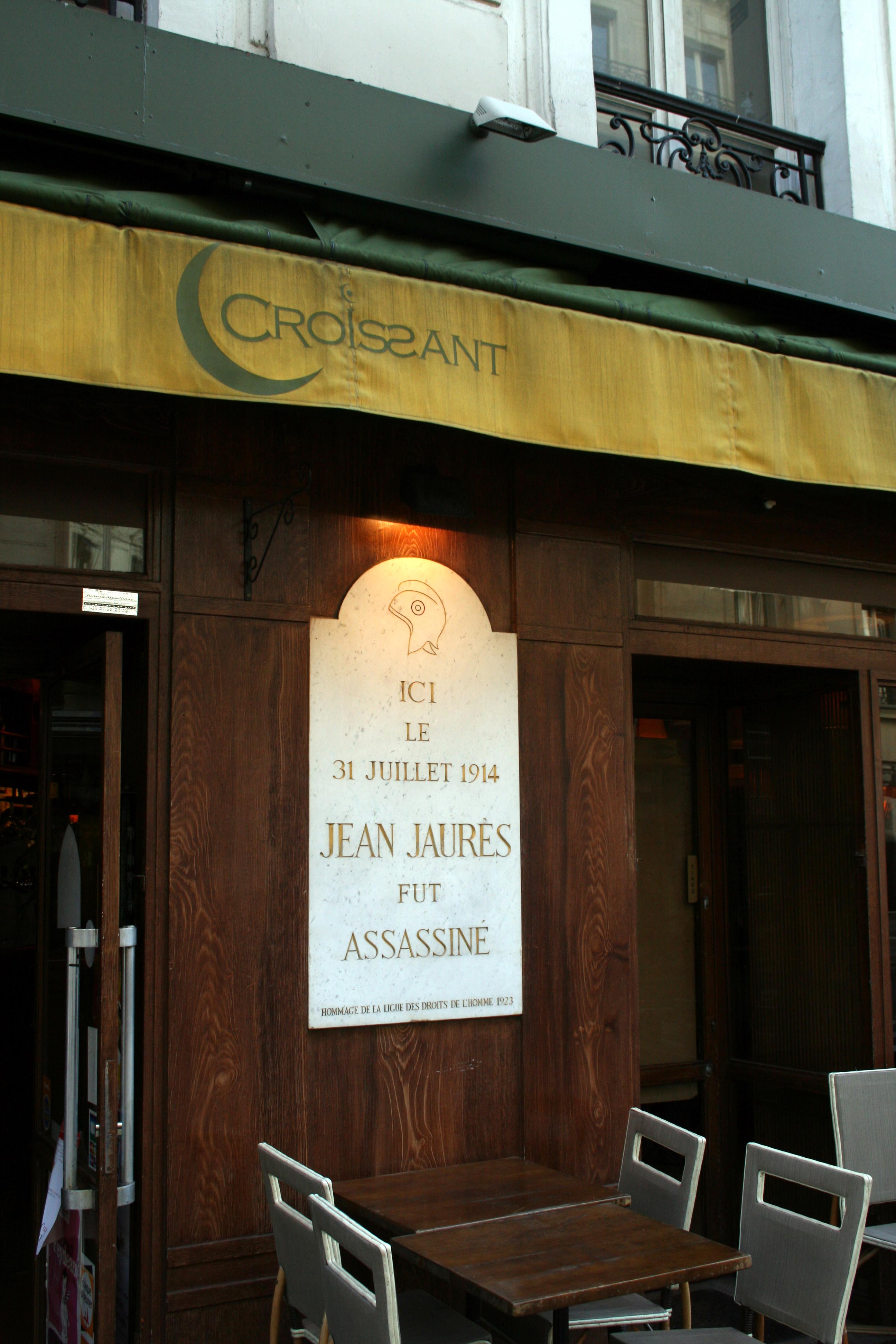
Tablica pamiątkowa w miejscu, gdzie Vilain dokonał zamachu.

Raoul Vilain (ur. 1885 w Reims, zm. 17 września 1936 na Ibizie) – francuski nacjonalista, zabójca Jeana Jaurèsa, przywódcy francuskich socjalistów.
Vilain był członkiem Ligue de juenes amis de L'Alsace-Lorraine (Liga młodych przyjaciół Alzacji i Lotaryngii), nacjonalistycznej organizacji, która sprzeciwiała się oddania Niemcom Alzacji i Lotaryngii.
31 lipca 1914 w kawiarni „Croissant” w Paryżu zastrzelił J. Jaurèsa. Dzień później ogłoszono mobilizację, a zabójcę zamknięto w więzieniu.
Po I wojnie światowej został osądzony, uznany za niestabilnego psychicznie i uniewinniony. Po procesie wyjechał do Hiszpanii i osiedlił się w miejscowości Santa Eulària des Riu na Ibizie. Tam stracili go republikanie za szpiegostwo na rzecz frankistów.